# Menyllus maculicornis
Menyllus maculicornis är en skalbaggsart som beskrevs av Francis Polkinghorne Pascoe 1864. Menyllus maculicornis ingår i släktet Menyllus och familjen långhorningar. Inga underarter finns listade i Catalogue of Life.